# Pierre Naust
Pierre Naust (* um 1660; † 1709 in Paris) war ein Musikinstrumentenmacher in Paris.

## Leben
Pierre Naust, Zeitgenosse von Jean Jacques Rippert, stammte wie Jean de Hotteterre wahrscheinlich aus La Couture in der Normandie. Er übernahm um 1692 die Werkstatt von Etienne Fremont (ebenfalls aus La Couture stammend) in Paris, für den er wohl schon vorher gearbeitet hatte. Naust starb 1709 mit ca. 50 Jahren in Paris.
Seine Werkstatt in Paris wurde aber von seiner Witwe Barbe, die aus der berühmten Instrumentenmacherfamilie Pelletin stammte, weitergeführt und ab 1719 zusammen mit ihrem Schwiegersohn Delerablée zu beträchtlichem Ansehen gebracht. Es ist eine absolute Rarität in der Handwerksgeschichte, dass sie als Frau 1715 mit dem Titel „maître faiseur d’instruments de la maison du Roy“ erwähnt wurde. Ihre Werkstatt fertigte Holzblasinstrumente von sehr hoher Qualität, was Bestellungen von europäischen Höfen bezeugen. So wurden z. B. 1719 und 1721 von ihr zwei Traversflöten an Kurfürst Max Emanuel in München geliefert.
Als Barbe Naust-Pelletin und schließlich auch der Schwiegersohn 1734 starb, heiratete die verwitwete Tochter Thomas Lot. Durch die Fortführung des Flötenbaus in der Familie Lot lebte die Naust’sche Tradition weiter bis ins späte 19. Jahrhundert. Anlässlich dieser Heirat 1734 wurde ein Werkstattinventar erstellt, und zwar von einem „Experten“, dem gleichfalls sehr bekannten Pariser Instrumentenmacher Charles Bizey. Dieses Inventar wirft ein interessantes Licht auf die Werkstattgröße von Madame Naust: zwei Werkbänke, drei Drehbänke, 211 Bohrer, rund 1.000 Pfund Buchsbaum, 26 Traversflöten, neun Blockflöten, zehn Flageoletts, fünf Bass-Blockflöten, drei Fagotte und ein altes Modell eines Großbass-Pommers.
Die Biographin Tula Giannini bemerkt, dass 1721 die ‚Dame Naust‘ (!) eine Flöte mit drei Wechselstücken (‚corps de rechange‘) anbietet. Dies ist der erste Hinweis auf eine vierteilige Traversflöten-Bauart überhaupt. Vielleicht eine Erfindung der Naust-Werkstatt, setzte sich diese Bauart in ganz Europa durch, so auch sehr früh bei Jacob Denner in Nürnberg.